# Abu Dhabi Golfkampioenschap 2011
Het Abu Dhabi Golfkampioenschap 2011 - officieel het Abu Dhabi HSBC Golf Championship 2011 - was een golftoernooi, dat liep van 20 tot en met 23 januari 2011 en werd gespeeld op de Abu Dhabi Golf Club in Abu Dhabi. Het toernooi maakte deel uit van de Europese PGA Tour 2011. Het totale prijzengeld bedroeg € 2.500.000.
Titelhouder was Martin Kaymer.
Sheikh Sultan bin Tahnoon Al Nahyan, voorzitter van ADTA, nam in 2006 het initiatief om het toernooi op te richten en wil Abu Dhabi zo op de kaart zetten als bijzondere bestemming voor golfvakanties.

## Verslag

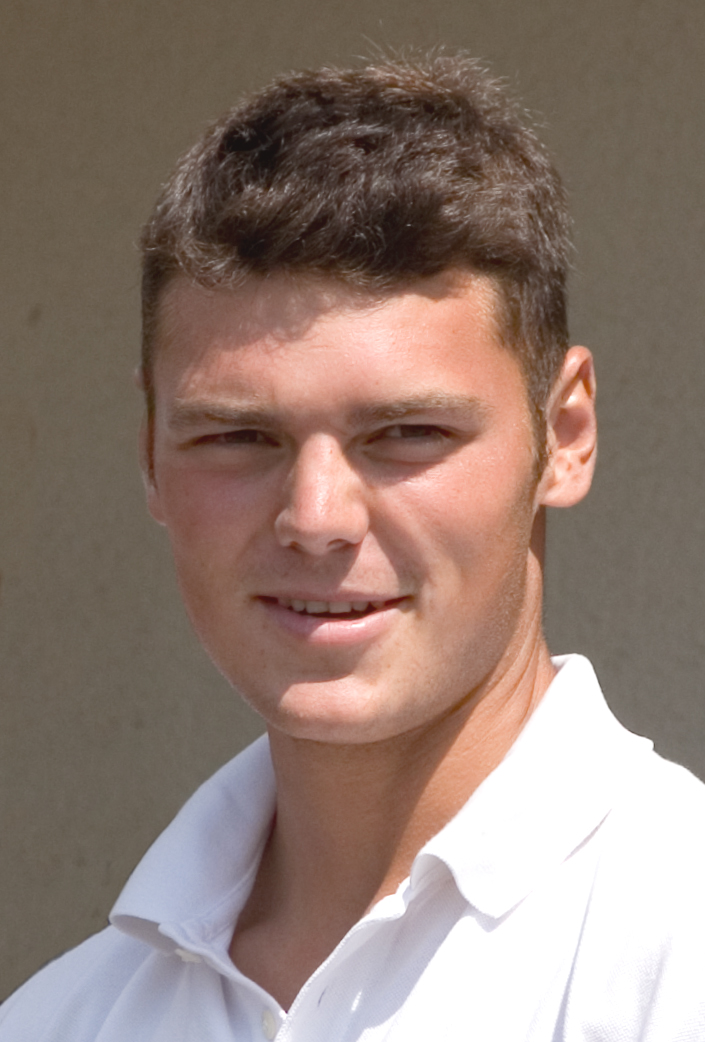
Martin Kaymer, winnaar 2008, 2010 en 2011

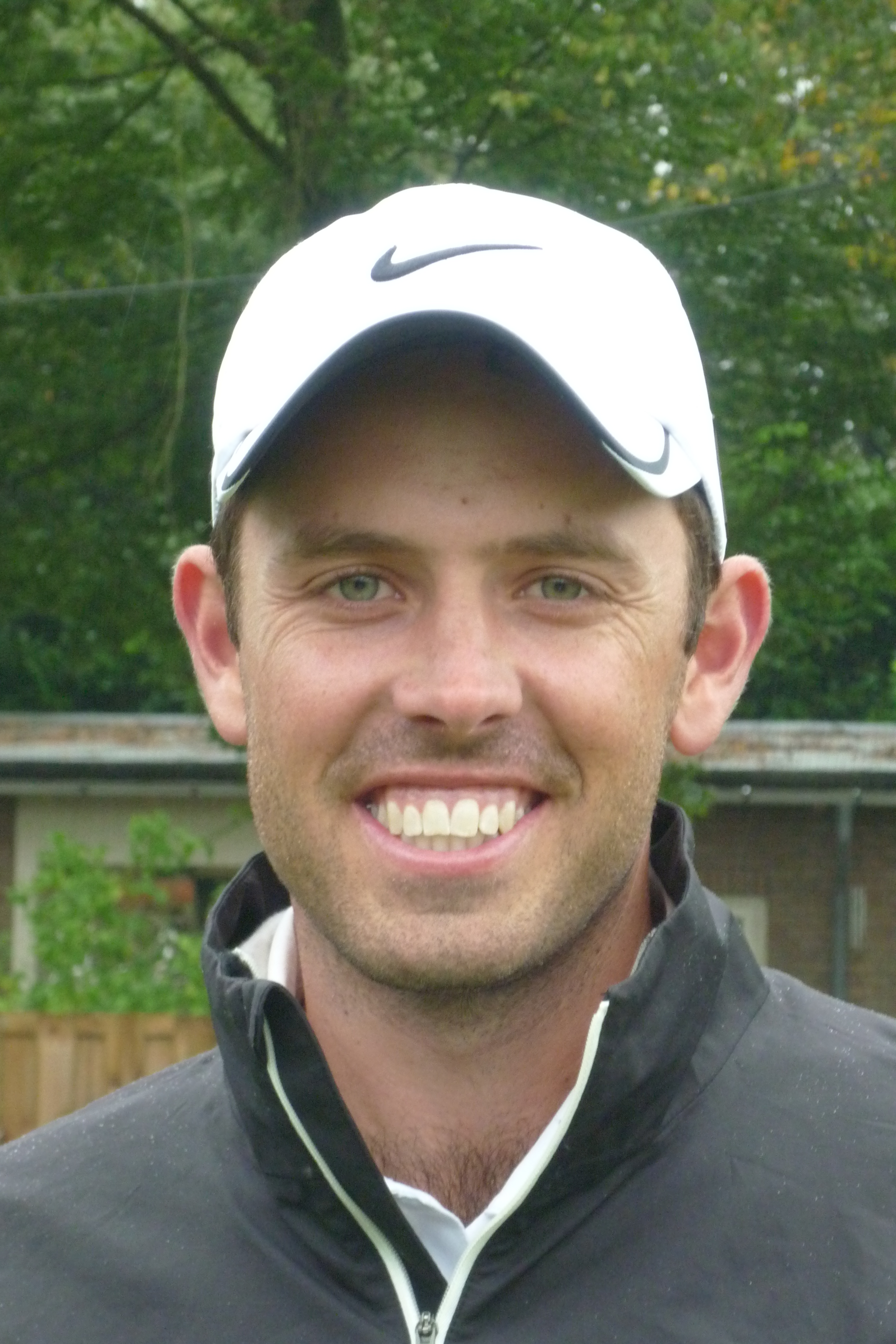
Charl Schwartzel, leider R1

Er deden deze 126 spelers mee, 97 van hen wonnen eerder een toernooi op de Europese Tour. Van de wereldranglijst zijn 14 van de top 30 aanwezig. 
Het baanrecord is 62 (-10) en staat op naam van Henrik Stenson (2006).
Op de dag voor het toernooi speelde Matteo Manassero 18 holes als demonstratie voor de "Future Falcons", zoals de jeugdleden van de club genoemd worden.

### Ronde 1
Er werd gestart vanaf 07:20 uur. Na de ochtendronde was Pádraig Harrington de clubhouse leader met een score van -7. Alexander Norén volgde met -6, titelverdediger Martin Kaymer, die net als Phil Mickelson zijn 100ste toernooi op de Europese Tour speelde, maakte -5. Als hij in de top 7 eindigde werd hij nummer 2 op de wereldranglijst achter Lee Westwood, die niet in te halen was. Tiger Woods, die toen op de 2de plaats stond, zakte dan naar de 3de plaats.

Nicolas Colsaerts maakte 72, Maarten Lafeber kwam met 71 binnen.
Charl Schwartzel, die vorige week het Joburg Open won, stond 's middags al na 12 holes op -8. Dat werd ook zijn eindstand. Joost Luiten en Robert-Jan Derksen stonden beiden na vier holes op -2, Luiten speelde de rest in par, Derksen maakte in de laatste zeven holes zes bogeys en kwam op +4 binnen.

### Ronde 2
Padraig Harrison mocht niet starten. Hij werd achteraf gediskwalificeerd omdat hij tijdens de eerste ronde op green 7 een fout had gemaakt. Bij het terugplaatsen van zijn bal had hij per ongeluk met het weghalen van de marker de bal bewogen. Harrington dacht dat de bal geheel was teruggerold, maar vertraagde televisiebeelden toonden dat de bal op een andere plaats tot stilstand was gekomen. Harrington had hem terug moeten plaatsen. Dit verzuim leverde twee strafslagen op, dus Harrington had een verkeerde score ingevuld.
Martin Kaymer is aan de leiding gegaan. Drie slagen achter hem staat Charl Schwartzel op de tweede plaats. Joost Luiten en Nicolas Colsaerts delen de 11de plaats met zes anderen. Wegens slecht weer hebben enkele spelers ronde 2 niet kunnen afmaken.

### Ronde 3
Ronde 2 werd eerst afgerond, pas om 10:10 uur kon met ronde 3 worden gestart.
Rory McIlroy maakte een ronde van -7 en steeg naar de tweede plaats, nog vier slagen achter Martin Kaymer, die aan de leiding bleef.
Paul Casey maakte een hole-in-one en won een driedaags verblijf in het vijfsterrenhotel Emirates Palace, dat aan het strand van Abu Dhabi ligt.

### Ronde 4
Retief Goosen evenaarde het toernooirecord van 64 en steeg naar de derde plaats die hij deelt met Graeme McDowell. Rory McIlroy bleef met -3 op de tweede plaats, Martin Kaymer won met een voorsprong van acht slagen voor de derde keer dit toernooi. In de hele week maakte hij 25 birdies en slechts één bogey.  
Nicolas Colsaerts heeft een mooi toernooi achter de rug en is met -9 net buiten de top 10 geëindigd. 

Joost Luiten heeft vier rondes onder par gespeeld en eindigde op -7, Maarten Lafeber eindigde op de 42ste plaats.
- Live scoreboard

| Naam               | R1 | R1  | Stand | R2                | R2                | Totaal            | Stand             | R3 | R3  | Totaal | Stand | R4 | R4  | Totaal | Stand |
| ------------------ | -- | --- | ----- | ----------------- | ----------------- | ----------------- | ----------------- | -- | --- | ------ | ----- | -- | --- | ------ | ----- |
| Martin Kaymer      | 67 | -5  | T5    | 65                | -7                | -12               | 1                 | 88 | -6  | -18    | 1     | 66 | -6  | -24    | 1     |
| Rory McIlroy       | 71 | -1  | T41   | 67                | -5                | -6                | T7                | 65 | -7  | -13    | 2     | 69 | -3  | -16    | 2     |
| Retief Goosen      | 70 | -2  | T23   | 71                | -1                | -3                | T22               | 69 | -3  | -6     | T15   | 64 | -8  | -14    | T3    |
| Graeme McDowell    | 66 | -6  | T3    | 70                | -2                | -8                | 3                 | 71 | -1  | -9     | T6    | 67 | -5  | -14    | T3    |
| Charl Schwartzel   | 64 | -8  | 1     | 71                | -1                | -9                | 2                 | 71 | -1  | -10    | T4    | 72 | par | -10    | T10   |
| Nicolas Colsaerts  | 72 | par | T62   | 67                | -5                | -5                | T12               | 69 | -3  | - 8    | T8    | 71 | -1  | -9     | T11   |
| Joost Luiten       | 70 | -2  | T23   | 69                | -3                | -5                | T12               | 71 | -1  | -6     | T15   | 71 | -1  | -7     | T22   |
| Maarten Lafeber    | 71 | -1  | T41   | 71                | -1                | -2                | T38               | 72 | par | -2     | T48   | 70 | -2  | -4     | T42   |
| Robert-Jan Derksen | 76 | +4  | T105  | 71                | -1                | +3                | MC                |    |     |        |       |    |     |        |       |
| Pádraig Harrington | 65 | -7  | 2     | gediskwalificeerd | gediskwalificeerd | gediskwalificeerd | gediskwalificeerd |    |     |        |       |    |     |        |       |

## Spelers
| - Felipe Aguilar - Thomas Aiken - Fredrik Andersson Hed - Seve Benson - John Bickerton - Thomas Bjørn - Richard Bland - Grégory Bourdy - Gary Boyd - Paul Broadhurst - Mark Brown - Rafael Cabrera Bello - Michael Campbell - Alejandro Cañizares - Paul Casey (winnaar 2007, 2009) - Christian Cévaër - Darren Clarke - Robert Coles - Nicolas Colsaerts - Rhys Davies - Robert-Jan Derksen - David Dixon - Stephen Dodd - Andrew Dodt - Jamie Donaldson - Nick Dougherty - Bradley Dredge - David Drysdale - Victor Dubuisson - Simon Dyson - Rafa Echenique - Pelle Edberg - Johan Edfors - Jamie Elson - Niclas Fasth - Gonzalo Fernández-Castaño - Kenneth Ferrie - Richard Finch - Oliver Fisher - Ross Fisher - Mark Foster - Stephen Gallacher - Ignacio Garrido | - Jean-Baptiste Gonnet - Ricardo González - Retief Goosen - Tano Goya - Richard Green - Todd Hamilton - Anders Hansen - Søren Hansen - Peter Hanson - Pádraig Harrington - Grégory Havret - Oskar Henningsson - Michael Hoey - David Horsey - David Howell - Jeppe Huldahl - Mikko Ilonen - Raphaël Jacquelin - Thongchai Jaidee - Miguel Ángel Jiménez - Michael Jonzon - Anthony Kang - Shiv Kapur - Martin Kaymer (winnaar 2008, 2010) - Simon Khan - James Kingston - Søren Kjeldsen - Maarten Lafeber - José Manuel Lara - Pablo Larrazábal - Paul Lawrie - Peter Lawrie - Danny Lee - Thomas Levet - David Lynn - Matteo Manassero - Pablo Martín - Gareth Maybin - Graeme McDowell - Richard McEvoy - Ross McGowan - Damien McGrane | - Rory McIlroy - Edoardo Molinari - Francesco Molinari - Colin Montgomerie - James Morrison - Christian Nilsson - Seung-yul Noh - Alexander Norén - Steven O'Hara - Louis Oosthuizen - Gary Orr - John Parry - Phillip Price - Alvaro Quiros - Richie Ramsay - Robert Rock - Brett Rumford - Charl Schwartzel - Jeev Milkha Singh - Henrik Stenson - Graeme Storm - Scott Strange - Anthony Wall - Paul Waring - Steve Webster - Lee Westwood - Peter Whiteford - Martin Wiegele - Danny Willett - Oliver Wilson - Chris Wood - Fabrizio Zanotti Sponsoruitnodiging - Richard Sheridan - Ian Poulter - Matt Haines - José María Olazabal - Alvaro Velasco - Phil Mickelson - Rick Kulacz Amateur - Khalid Yousuf (geb.1989) |